# Gottfried Böhm
Gottfried Böhm (Offenbach am Main, 23 de janeiro de 1920 – Colônia, 9 de junho de 2021) foi um arquitecto alemão.

## Biografia
Böhm nasceu em uma família de arquitectos em Offenbach am Main, Hesse. Seu pai, Dominikus Böhm, ficou conhecido por ter construído várias igrejas em toda a Alemanha. Seu avô também era arquitecto. Depois de se formar pela Universidade Técnica de Munique, em 1946, estudou escultura em uma academia de Belas Artes nas proximidades. Böhm mais tarde integrou suas habilidades em modelismo de argila, que ele aprendeu durante este tempo, em seu processo de design.
Foi casado com Elisabeth Böhm, também arquitecta, a qual ele conheceu em 1948 enquanto estudava em Munique. Ela ajudou-o em vários de seus projectos, atuando principalmente nos projectos de interiores. Eles têm quatro filhos, três dos quais hoje possuem a mesma profissão.
Recebeu o prémio Pritzker em 1986.
Böhm morreu em 9 de junho de 2021, aos 101 anos de idade.